# Silke Renk
Silke Renk (Querfurt, 30 de junho de 1967) é uma atleta e campeã olímpica alemã do lançamento de dardo.
Participou dos Jogos Olímpicos de Seul em 1988 pela então Alemanha Oriental sem conseguir medalha e foi quarta colocada no subsequente Campeonato Europeu de Atletismo de 1990 em Split, na Croácia. Em Barcelona 1992 tornou-se campeã olímpica com um lançamento de 68,34 m.
A partir daí não mais conseguiu desempenhos de alto nível internacional, sem conseguir atingiu as finais nem do Campeonato Mundial de Atletismo de 1995 nem nos Jogos Olímpicos de Atlanta de 1996.
Sua melhor marca na prova, 71,00 m no antigo tipo de dardo, conseguido em 1988, a coloca como a terceira melhor lançadora de dardo da Alemanha, depois de Petra Felke e Antja Kempe.